# Нікола Попоський
Нікола Попоський (мак. Никола Попоски; нар. 24 жовтня 1977, Скоп'є) — македонський економіст і дипломат, міністр закордонних справ з 28 липня 2011 до 31 травня 2017 року.

## Освіта
Закінчив економічний факультет Університету Святих Кирила і Мефодія в Скоп'є (2002). Має також дипломи магістра в галузі іноземних мов і міжнародної торгівлі (2004, Університет Ренна, Франція, і Університет у Скоп'є) і магістра економіки (2005, Європейський коледж у Брюгге, Бельгія). Вільно володіє англійською і французькою мовами.

## Кар'єра
З 2001 до 2004 р. був секретарем посольства Франції в Республіці Македонії. З 2005 до 2006 року менеджером в ірландському Depfa Bank, а з 2006 до 2009 року очолював групу експертів Об'єднаного дослідницького центру Єврокомісії.
З 2010 до 2011 року — посол Республіки Македонії в Євросоюзі.
28 липня 2011 року став міністром закордонних справ Республіки Македонії. Обіймав посаду до 31 травня 2017 року.